# Luz de América
Luz de América (span. „Licht Amerikas“) ist eine Ortschaft und eine Parroquia rural („ländliches Kirchspiel“) im Kanton Santo Domingo der ecuadorianischen Provinz Santo Domingo de los Tsáchilas. Die Parroquia besitzt eine Fläche von 311,2 km². Die Einwohnerzahl lag im Jahr 2010 bei 10.881.

## Lage
Die Parroquia Luz de América liegt im Tiefland westlich der Cordillera Occidental im Südwesten der Provinz Santo Domingo de los Tsáchilas. Der Río Baba fließt entlang der östlichen Verwaltungsgrenze nach Süden. Die in Richtung Südsüdwest fließenden Flüsse Río Congoma und Río Nila, beides Zuflüsse des Río Peripa, begrenzen abschnittsweise die Parroquia im Westen. Der 300 m hoch gelegene Hauptort befindet sich 22 km südwestlich der Provinzhauptstadt Santo Domingo de los Colorados an der Fernstraße E25 von Santo Domingo de los Colorados nach Quevedo.
Die Parroquia Luz de América grenzt im äußersten Nordosten an das Municipio von Santo Domingo de los Colorados, im Osten an die Parroquia El Esfuerzo, im Süden an die Parroquias Santa María del Toachi und Patricia Pilar (Kanton Buena Fe, Provinz Los Ríos) im Südwesten an die Provinz Manabí mit der Parroquia El Paraíso La 14 und dem Municipio von El Carmen (beide im Kanton El Carmen) sowie im Westen an die Parroquia Puerto Limón.

## Siedlungen und Orte
In der Parroquia gibt es folgende Recintos:
- San Andrés
- 19 de noviembre
- Cóngoma de Chico
- Cóngoma de Medio
- Cóngoma de Grande
- San Francisco
- Policía Dos
- San Isidro
- Policía Uno
- 30 de Noviembre
- Mirador del Baba
- San Vicente del Nila
- Carlos Julio Arosemena
- Las Mercedes

## Geschichte
Der Ort geht auf eine Gründung im Jahr 1961 zurück. Die Parroquia Luz de América wurde am 2. Dezember 1993 eingerichtet.